# Liste der Baudenkmäler in Unterföhring

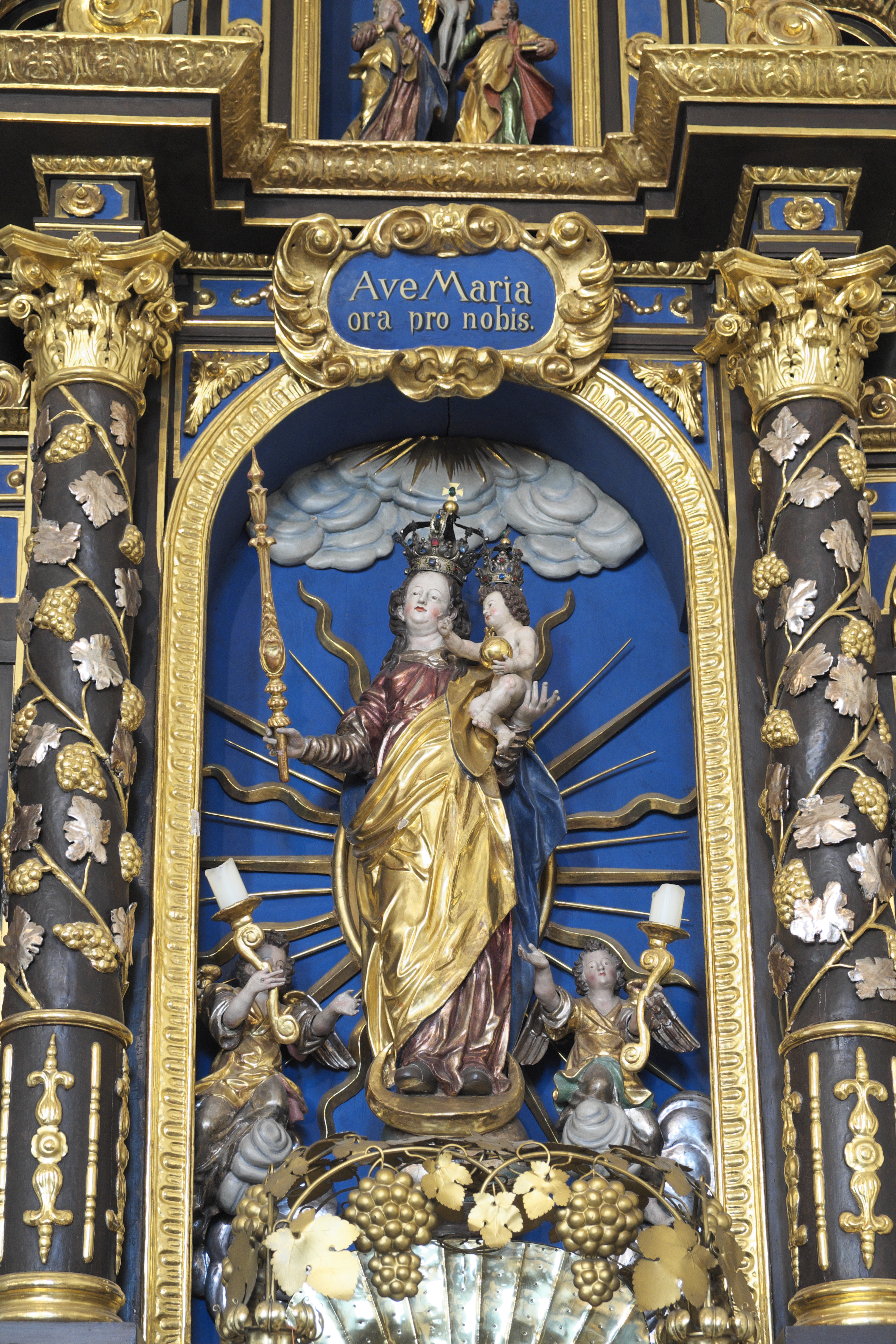
Marienaltar in St. Valentin

Auf dieser Seite sind die Baudenkmäler in der oberbayerischen Gemeinde Unterföhring zusammengestellt. Diese Tabelle ist eine Teilliste der Liste der Baudenkmäler in Bayern. Grundlage ist die Bayerische Denkmalliste, die auf Basis des Bayerischen Denkmalschutzgesetzes vom 1. Oktober 1973 erstmals erstellt wurde und seither durch das Bayerische Landesamt für Denkmalpflege geführt wird. Die folgenden Angaben ersetzen nicht die rechtsverbindliche Auskunft der Denkmalschutzbehörde.

## Baudenkmäler
| Lage | Objekt                                                                   | Beschreibung | Akten-Nr.              | Bild                                                     |
| --- | ------------------------------------------------------------------------ | --- | ---------------------- | -------------------------------------------------------- |
| Am Bahnhof 2 (Standort)                                                                                     | Ehemaliges Bahnbedienstetenhaus, sogenanntes Zindlerhaus                 | Zweigeschossiger Walmdachbau in neuklassizistischen Formen, um 1920/25 | D-1-84-147-11          | Ehemaliges Bahnbedienstetenhaus, sogenanntes Zindlerhaus |
| Johanneskirchner Straße 7 (Standort)                                                                        | Ehemaliges Wohnhaus für Arbeiter am Isarkanal                            | Zweigeschossiger, verputzter Krüppelwalmdachbau, von der Bauabteilung der Fa. Philipp Holzmann, 1926 | D-1-84-147-12          | BW                                                       |
| Nähe Kr M 3, auf einer Erdaufschüttung an der Stadt-/Landkreisgrenze (Föhringer Ring) bei km 2,5 (Standort) | Basispyramide der Bayerischen Landesvermessung                           | Bezeichnet mit 1801, für die Basislinie Unterföhring–Aufkirchen | D-1-84-147-1           | weitere Bilder                                           |
| Kanalstraße 7 (Standort)                                                                                    | Wohnteil des ehemaligen Bauernhauses Oberzehetmayr                       | Zweigeschossig mit Greddach und Putzbandgliederungen, 1843 | D-1-84-147-2           | Wohnteil des ehemaligen Bauernhauses Oberzehetmayr       |
| Kirchenweg (Standort)                                                                                       | Kriegerdenkmal zur Erinnerung an den Deutsch-Französischen Krieg 1870/71 | Pfeiler auf hohem Postament aus Gussstein mit bronzenem Löwen, 1900 | D-1-84-147-8           | weitere Bilder                                           |
| Kirchenweg 1 (Standort)                                                                                     | Villa                                                                    | Zweigeschossiger Walmdachbau mit Giebelrisalit, Eckerkerturm, eingezogener Loggia und Neurenaissance-Putzgliederungen, bezeichnet mit „1901“ | D-1-84-147-3           | weitere Bilder                                           |
| Kirchenweg 3 a (Standort)                                                                                   | Katholische Pfarrkirche St. Valentin                                     | Barocker Saalbau mit wenig eingezogener Apsis, Westturm mit Zwiebelhaube und angefügter Sakristei, erbaut von Dominikus Glasl 1712/18; mit Ausstattung Friedhofsmauer des alten Friedhofteils, Ende 19. Jahrhundert                                                                          | D-1-84-147-4           | weitere Bilder                                           |
| Kirchenweg 3 a (Standort)                                                                                   | Leichenhalle                                                             | historisierender Satteldachbau mit offener Vorhalle und Rundbogenfenstern, Mitte 19. Jahrhundert, 1883 verändert | D-1-84-147-4 zugehörig | Leichenhalle                                             |
| Münchner Straße 63 (Standort)                                                                               | Ehemaliger Einfirsthof, sogenannt Beim Fuchs                             | Zweigeschossiger Satteldachbau mit Halbgeschoss und Zwerchhaus, mit barockisierenden Putz- und Stuckgliederungen sowie geschnitzten Haustüren und gusseisernen Balkonen Ehemaliges Nebengebäude, zweigeschossiger Putzbau mit Flachsatteldach und Zwerchhaus Eiserne Hofeinfriedung; um 1900 | D-1-84-147-5           | Ehemaliger Einfirsthof, sogenannt Beim Fuchs             |
| Münchner Straße 113, 113 a, 113 b (Standort)                                                                | Wohnteil des ehemaligen Einfirsthofes Beim Greindl                       | Zweigeschossiger Flachsatteldachbau mit Halbgeschoss, historisierender Lisenengliederung und geschnitzter Haustür, 1900 | D-1-84-147-6           | Wohnteil des ehemaligen Einfirsthofes Beim Greindl       |